# Бион 4
Бион 4 (Космос 936) е сателит от серията Бион. Мисията включва девет страни, включително САЩ в серия биомедицински експерименти. Експериментите основно са същите като при Бион 3. Мисията приключва след 19.5 дни.